# Hypsolebias
Hypsolebias ist eine Gattung der Saisonfische aus der Familie Rivulidae und gehört zur Gruppe der Eierlegenden Zahnkarpfen. Die Arten dieser Gattung kommen in temporären Gewässern in den Flussbecken des Rio Tocantins, Rio São Francisco, Rio Itapicuru und des Rio Jequitinhonha in Brasilien vor. Außerdem bewohnen sie temporäre Gewässer im nordostbrasilianischen Küstengebiet vom Rio Parnaíba im Westen bis zum Rio Mossoró im Osten.

## Merkmale
Die Arten der Gattung Hypsolebias unterscheiden sich von Arten der Gattungen Ophthalmolebias, Simpsonichthys, Spectrolebias und Xenurolebias dadurch, dass der zweite Pharyngobranchial der Kiemen länger ist als breit. Bei den anderen Arten ist dieser breiter als lang.

## Arten

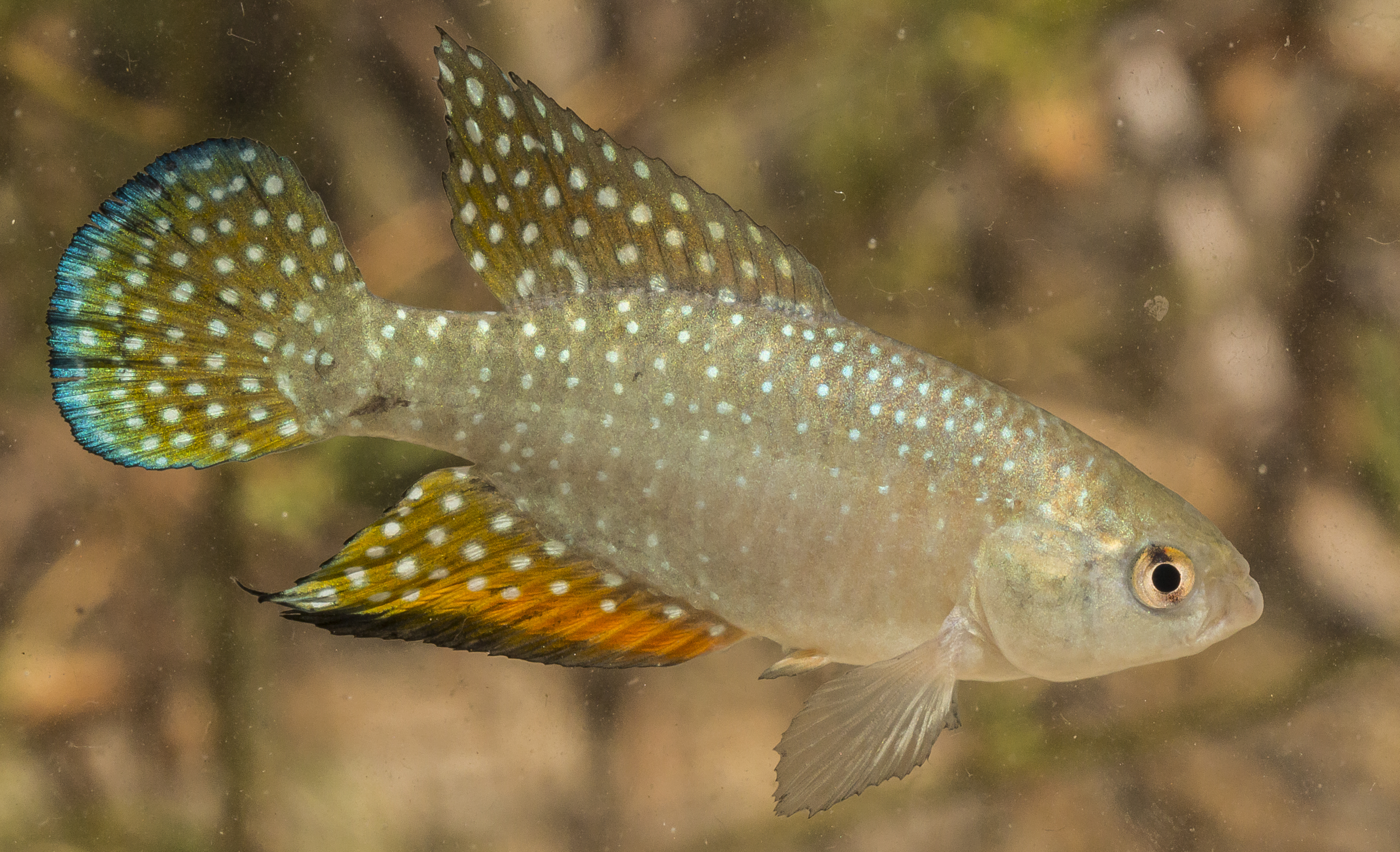
Hypsolebias bonita

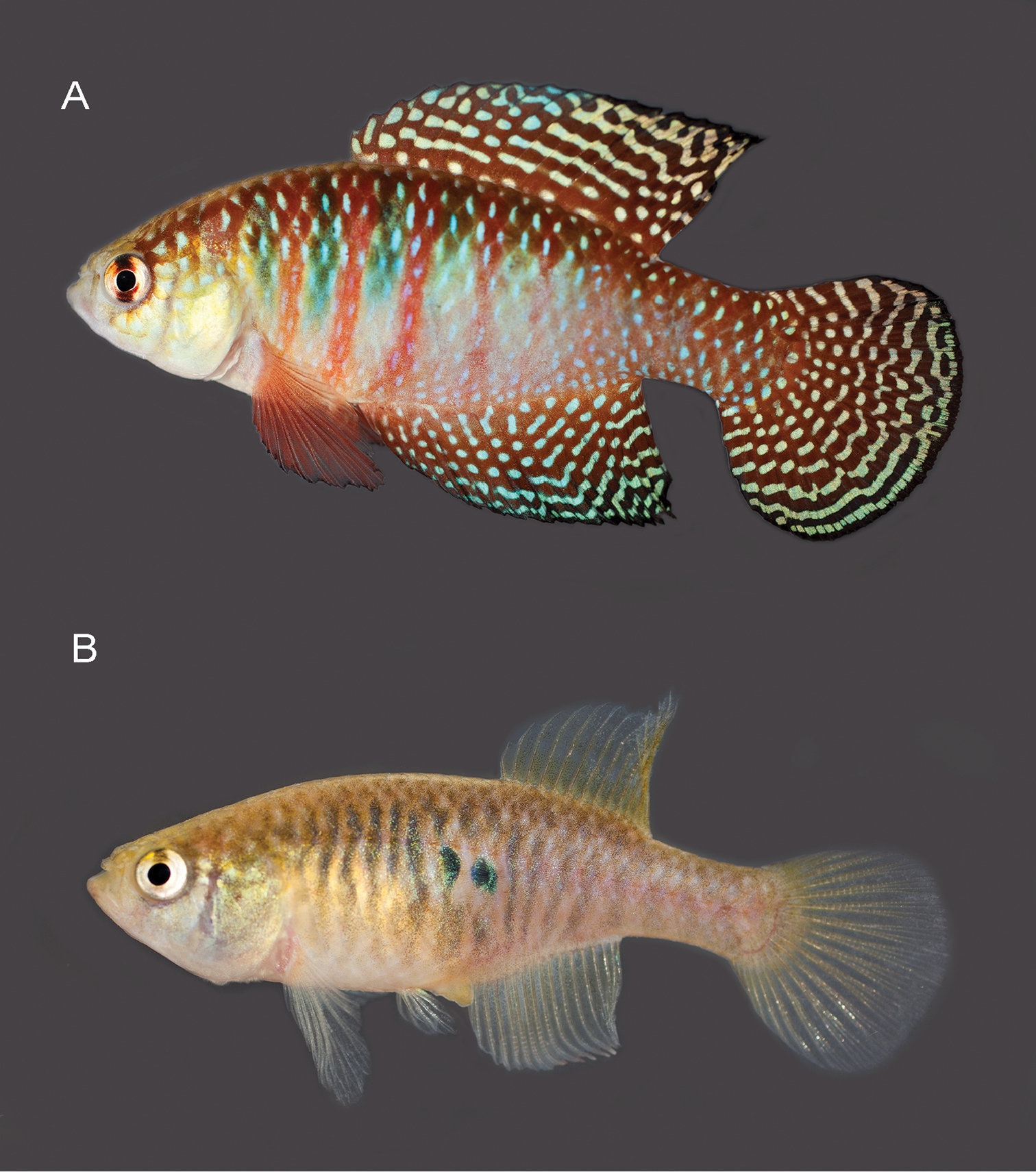
Hypsolebias gardneri

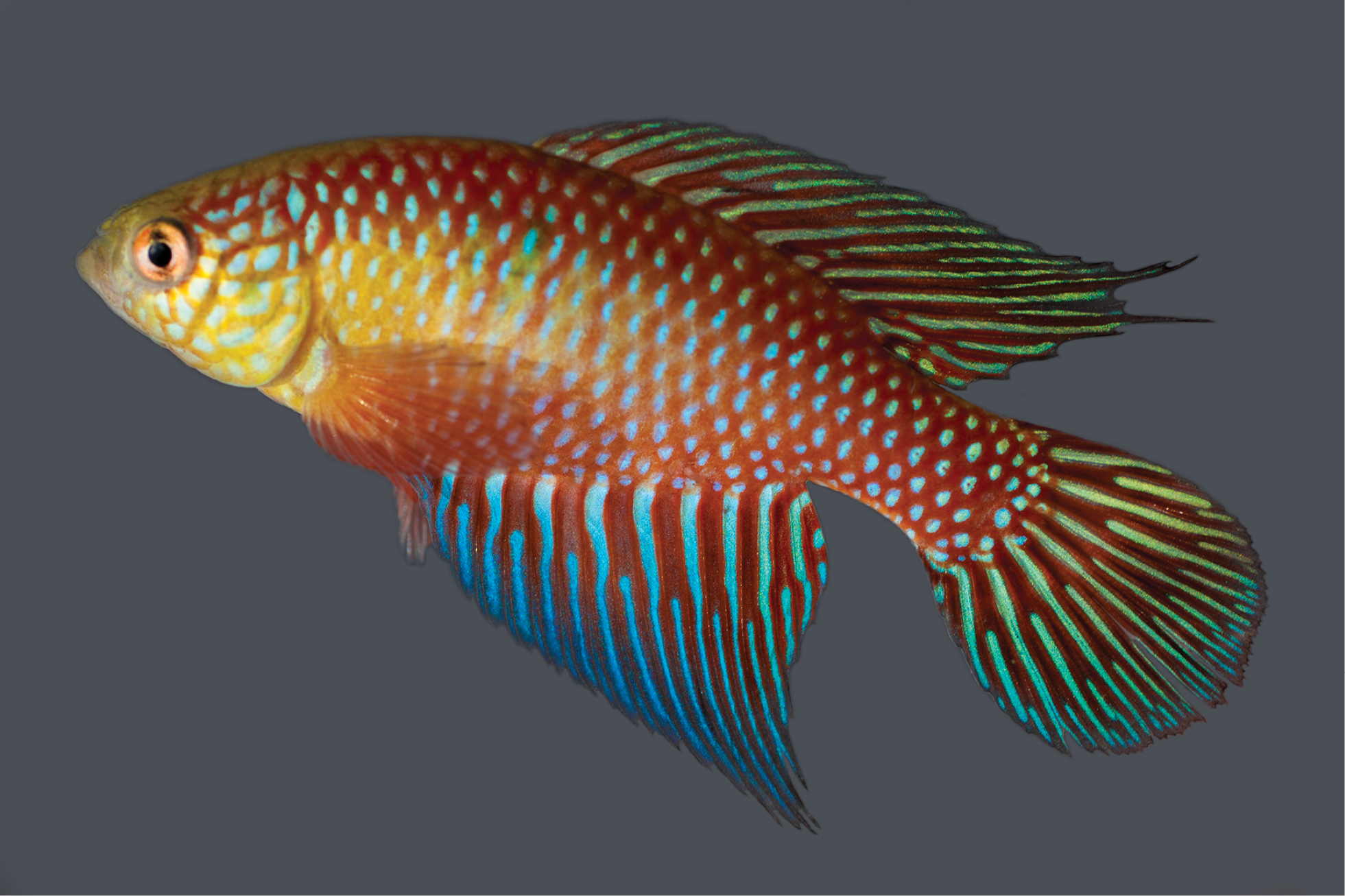
Hypsolebias splendissimus

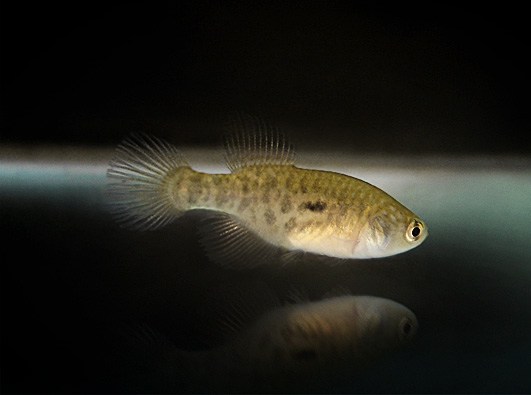
Hypsolebias notatus, Weibchen

Die Gattung Hypsolebias umfasst folgende 55 Arten:
- antenori-Gruppe
  - antenori-Komplex
    - Hypsolebias antenori (Tulipano, 1973)

Synonym: Hypsolebias heloplites (Huber, 1981)
- Hypsolebias bonita Abrantes, Ramos, Bento & Lima, 2023
- Hypsolebias gongobira Abrantes, Ramos, Bento & Lima, 2023

- flavicaudatus-Komplex

- Hypsolebias flagellatus (Costa, 2003)
- Hypsolebias flavicaudatus (Costa & Brasil, 1990)
- Hypsolebias gilbertobrasili Costa, 2012
- Hypsolebias guanambi Costa & Amorim, 2011
- Hypsolebias janaubensis (Costa, 2006)
- Hypsolebias nitens Costa, 2012
- Hypsolebias pterophyllus Costa, 2012
- Hypsolebias radiseriatus Costa, 2012
- Hypsolebias sertanejo Costa, 2012

- ghisolfii-Komplex

- Hypsolebias ghisolfii (Costa, Cyrino & Nielsen, 1996)
- Hypsolebias macaubensis (Costa & Suzart, 2006)
- Hypsolebias mediopapillatus (Costa, 2006)

- igneus-Komplex

- Hypsolebias coamazonicus Costa, Amorim & Bragança, 2014
- Hypsolebias faouri Britzke, Nielsen & Oliveira, 2016
- Hypsolebias igneus (Costa, 2000)
- Hypsolebias martinsi Britzke, Nielsen & Oliveira, 2016
- Hypsolebias nudiorbitatus Costa, 2011

- flammeus-Gruppe
  - alternatus-Komplex
    - Hypsolebias alternatus (Costa & Brasil, 1994)
    - Hypsolebias delucai (Costa, 2003)
    - Hypsolebias fasciatus (Costa & Brasil, 2006)

  - flammeus-Komplex
    - Hypsolebias brunoi (Costa, 2003)
    - Hypsolebias flammeus (Costa, 1989)
    - Hypsolebias longignatus (Costa, 2008)
    - Hypsolebias lulai Ramos, Nielsen, Abrantes, Lira & Lustosa-Costa, 2023
    - Hypsolebias multiradiatus (Costa & Brasil, 1994)
    - Hypsolebias tocantinensis Nielsen, Cruz & Baptista, 2012
- magnificus-Gruppe

- adornatus-Komplex

- Hypsolebias adornatus (Costa, 2000)
- Hypsolebias caeruleus Costa, 2013
- Hypsolebias lopesi (Nielsen, Shibatta, Suzart & Faour Martín, 2010)
- Hypsolebias trifasciatus Nielsen, Martins, Araujo, Lira & Faour Martín, 2014

- hellneri-Komplex

- Hypsolebias hellneri (Berkenkamp, 1993)

- fulminantis-Komplex

- Hypsolebias carlettoi (Costa & Nielsen, 2004)
- Hypsolebias fulminantis (Costa & Brasil, 1993)
- Hypsolebias shibattai Nielsen, Martins, Araujo & Suzart, 2014
- Hypsolebias splendissimus Costa, 2018

- magnificus-Komplex

- Hypsolebias gardneri Costa, Amorim & Mattos, 2018
- Hypsolebias hamadryades Costa, Amorim & Mattos, 2018
- Hypsolebias harmonicus (Costa, 2010)
- Hypsolebias magnificus (Costa & Brasil, 1991)
- Hypsolebias picturatus (Costa, 2000)

- notatus-Gruppe

- Hypsolebias auratus (Costa & Nielsen, 2000)
- Hypsolebias gibberatus (Costa & Brasil, 2006)
- Hypsolebias nielseni (Costa, 2005)
- Hypsolebias notatus (Costa, Lacerda & Brasil, 1990)
- Hypsolebias radiosus (Costa & Brasil, 2004)
- Hypsolebias rufus (Costa, Nielsen & de Luca, 2001)
- Hypsolebias similis (Costa & Hellner, 1999)
- Hypsolebias stellatus (Costa & Brasil, 1994)
- Hypsolebias trilineatus (Costa & Brasil, 1994)
- Hypsolebias virgulatus (Costa & Brasil, 2006)

- Verwandtschaft unklar

- Hypsolebias marginatus (Costa & Brasil, 1996)
- Hypsolebias ocellatus (Costa, Nielsen & de Luca, 2001)